# Tradita (film 1954)
Tradita è un film del 1954 diretto da Mario Bonnard.

## Trama

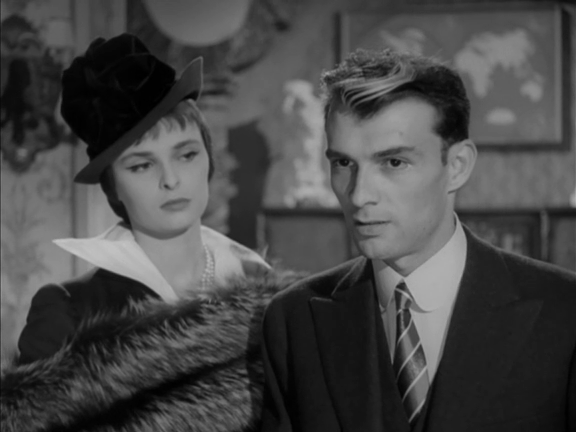
Lucia Bosè e Giorgio Albertazzi in una scena

Durante la prima guerra mondiale, Enrico e Franco, due fratelli della nobile famiglia Alberti di Rovereto, si trovano su fronti opposti: il maggiore Enrico, minorato fisico, è filo austriaco mentre il minore Franco è un fervente patriota che grazie alla sua carriera di pianista può muoversi liberamente tra i due paesi.
Nonostante una relazione con Elisabetta Tabor, una cantante polacca, Franco decide di sposare la giovane Anna, nipote di un tenente di polizia ma anche Enrico è interessato a lei.
Enrico spinto dalla gelosia, spalleggiato da Elisabetta che in realtà è una spia degli austriaci, convincono il fratello che il suo arresto è imminente e deve fuggire in Italia dove si arruola nell'esercito e torna a combattere nella zona di Rovereto e ritrova Anna che nel frattempo ha dato alla luce un bambino.
La donna nasconde il marito ma anche questa volta il fratello Enrico lo scopre e lo denuncia salvo poi pentirsi autoaccusandosi di essere un sabotatore e sostituendosi a lui nella condanna a morte.
Finita la guerra Franco esce dal carcere e si riunisce ad Anna ed al figlio.

## Produzione
Il film rientra nel filone dei melodrammi sentimentali, comunemente detto strappalacrime, allora molto in voga tra il pubblico italiano, poi ribattezzato dalla critica con il termine neorealismo d'appendice.
L'aiuto regista fu Sergio Leone.
Una scena con Brigitte Bardot e Pierre Cressoy è stata girata davanti alla Chiesa dei Santi Filippo e Giacomo a Predazzo, in provincia di Trento.

## Distribuzione
Il film venne distribuito nelle sale cinematografiche italiane a partire dal 4 settembre del 1954.
È stato ridistribuito nel 1959 con il titolo La notte delle nozze.
In Francia arrivò nelle sale il 27 aprile del 1956 con il titolo Amour, Haine et Trahison e registrò 959.000 ingressi.
Fu distribuito anche nei paesi anglofoni con il titolo Concert of Intrigue.